# پرکوساوا
پرکوساوا (به صربی: Prkosava) یک منطقهٔ مسکونی در صربستان است که در لازارواتس واقع شده‌است.